# Chrysanthemum yoshinyanthemum
Chrysanthemum yoshinyanthemum là một loài thực vật có hoa trong họ Cúc. Loài này được Makino mô tả khoa học đầu tiên.